# Episodi di Santa Clarita Diet (prima stagione)
La prima stagione della serie televisiva Santa Clarita Diet, composta da 10 episodi, è stata interamente pubblicata dal servizio di video on demand Netflix, il 3 febbraio 2017, in tutti i territori in cui il servizio è disponibile.
| nº | Titolo originale               | Titolo italiano                     | Pubblicazione   |
| -- | ------------------------------ | ----------------------------------- | --------------- |
| 1  | So Then a Bat or a Monkey      | Quindi un pipistrello o una scimmia | 3 febbraio 2017 |
| 2  | We Can't Kill People!          | Non possiamo uccidere la gente!     | 3 febbraio 2017 |
| 3  | We Can Kill People             | Possiamo uccidere la gente          | 3 febbraio 2017 |
| 4  | The Farting Sex Tourist        | Scoreggione di un turista sessuale  | 3 febbraio 2017 |
| 5  | Man Eat Man                    | Uomo mangia uomo                    | 3 febbraio 2017 |
| 6  | Attention to Detail            | Attenzione ai dettagli              | 3 febbraio 2017 |
| 7  | Strange or Just Inconsiderate? | Strano o solo sconsiderato?         | 3 febbraio 2017 |
| 8  | How Much Vomit?                | Di quanto vomito stiamo parlando?   | 3 febbraio 2017 |
| 9  | The Book!                      | Il libro!                           | 3 febbraio 2017 |
| 10 | Baka, Bile and Baseball Bats   | Baka, bile e un bastone             | 3 febbraio 2017 |

## Quindi un pipistrello o una scimmia
- Titolo originale: So Then a Bat or a Monkey
- Diretto da: Ruben Fleischer
- Scritto da: Victor Fresco

### Trama
La vita di Sheila e Joel cambia drasticamente dopo che la donna, non riuscendo più a mangiare del comune cibo, uccide e poi mangia Gary, il suo nuovo collega di lavoro.
- Guest star: Nathan Fillion (Gary West), Scott Beehner (Bill), Bernadette Belagtas (Casey), Ramona Young (Ramona)

## Non possiamo uccidere la gente!
- Titolo originale: We Can't Kill People!
- Diretto da: Ruben Fleischer
- Scritto da: Victor Fresco

### Trama
Mentre Joel tenta di trovare una soluzione al fatto che sua moglie Sheila voglia mangiare le persone, Abby, la loro figlia, tenta di capire cosa le nascondano i suoi genitori.
- Guest star: Patton Oswalt (dott. Hasmedi), Adam Rose (Orderly), Scott Beehner (Bill), Roxana Ortega (dott. Hernandez)

## Possiamo uccidere la gente
- Titolo originale: We Can Kill People
- Diretto da: Marc Buckland
- Scritto da: Clay Graham

### Trama
Sheila ha fame e Joel decide di aiutarla a trovare, come pasto, qualcuno che si meriti davvero di morire. Abby e il suo amico Eric, invece, decidono di aiutare una loro amica a vendicarsi del proprio ragazzo.
- Guest star: Alton Clemente (Dick), Kaylee Bryant (Sarah), Matt O’Leary (Cole)

## Scoreggione di un turista sessuale
- Titolo originale: The Farting Sex Tourist
- Diretto da: Ken Kwapis
- Scritto da: Michael A. Ross

### Trama
Mentre Sheila, dopo la sua trasformazione, diventa un'ispirazione per le sue amiche e finisce per insultare il preside, Joel decide di trascorrere un po' di tempo con Abby. Intanto Dan, un poliziotto vicino dei casa degli Hammond, trova nel loro giardino un dito di Gary.
- Guest star: Kate Fuglei (bibliotecaria)

## Uomo mangia uomo
- Titolo originale: Man Eat Man
- Diretto da: Marc Buckland
- Scritto da: Chadd Gindin

### Trama
Abby non si fida più dei suoi genitori e Joel tenta di trovare una cura per Sheila. Dan intanto decide di rivelare a Joel ciò che ha scoperto, obbligandolo a diventare il suo sicario personale.

## Attenzione ai dettagli
- Titolo originale: Attention to Detail
- Diretto da: Craig Zisk
- Scritto da: Leila Cohan-Miccio

### Trama
Joel e Sheila, su ordine di Dan che ha scoperto il loro segreto, devono commettere un omicidio, provando a dividersi i compiti. Abby ed Eric intanto scoprono il nascondiglio segreto di Dan. Al termine dell'episodio Joel, non riuscendo più a sopportare i soprusi di Dan, uccide l'uomo, colpendolo con una pala.
- Guest star: Ryan Hansen (Bob Jonas), Cara Santana (Eva), Christina Ferraro (Kelly)

## Strano o solo sconsiderato?
- Titolo originale: Strange or Just Inconsiderate?
- Diretto da: Lynn Shelton
- Scritto da: Ben Smith

### Trama
A causa della polizia che sta indagando sulla scomparsa del loro collega Dan, Sheila decide di far sparire le prove del reato di suo marito, mangiando il corpo dell'uomo: la porzione si rivela però troppo abbondante.

## Di quanto vomito stiamo parlando?
- Titolo originale: How Much Vomit?
- Diretto da: Steve Pink
- Scritto da: Aaron Brownstein e Simon Ganz

### Trama
Sheila e Joel scoprono che Loki, l'uomo che erano stati incaricati di uccidere, è anch'egli diventato uno zombie, a causa di una ferita infertagli da Sheila, senza essersene accorta.
- Guest star: Billy Malone (Travis)

## Il libro!
- Titolo originale: The Book!
- Diretto da: Tamra Davis
- Scritto da: Sarah Walker

### Trama
Joel ed Eric vanno a un convegno sul paranormale per incontrare Anton, un uomo che dice di possedere il libro con la cura per Sheila. Sheila, nel mentre, decide di trascorrere una giornata con sua figlia.
- Guest star: Derek Waters (Anton), Ravi Patel (Ryan), Alex Skuby (Lonnie)

## Baka, bile e un bastone
- Titolo originale: Baka, Bile and Baseball Bats
- Diretto da: Dean Parisot
- Scritto da: Clay Graham

### Trama
La dottoressa Wolf si trasferisce a casa di Joel e Sheila, per testare su Sheila una possibile cura al suo problema, prima che sia troppo tardi.
- Guest star: Ramona Young (Ramona)